# 不丹大學列表

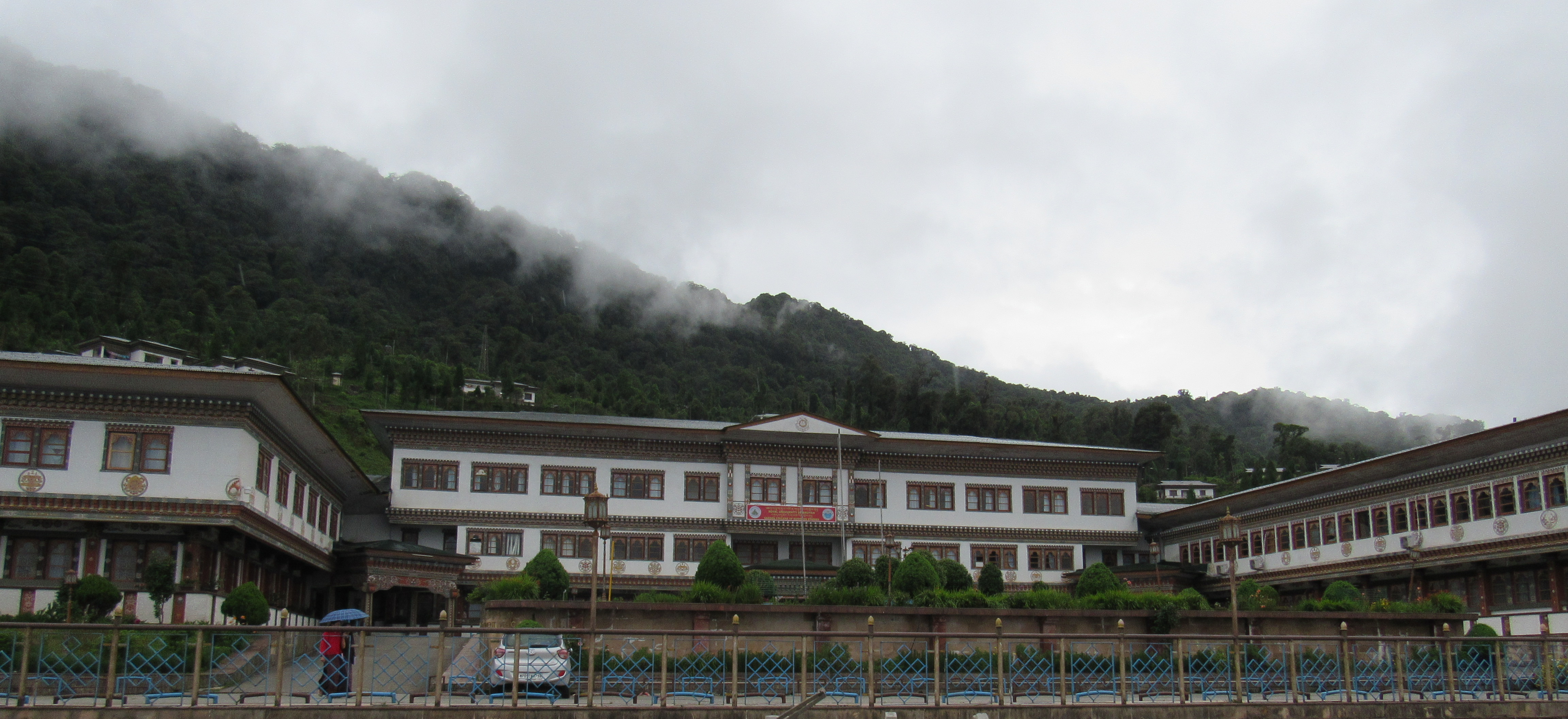
蓋都商學院為不丹皇家大學轄下之一家自治政府學院.

不丹大學列表（list of universities in Bhutan）為不丹的各大學校院列表。包括皇家大學、醫學大學、教育學院、商業學院、技術學院，以及文化語言學院等。總數約10家左右。

## 不丹各大學列表
迄今，不丹共有10家大學。
- 不丹皇家大學（英语：Royal University of Bhutan）
- 不丹凱薩爾嘉波醫學大學（Khesar Gyalpo University of Medical Sciences of Bhutan）
- 不丹語言文化學院（英语：College of Language and Culture Studies (Bhutan)）
- 不丹科技學院（英语：College of Science and Technology (Bhutan)）
- 蓋都商學院（英语：Gaedu College of Business Studies）
- 帕羅教育學院（英语：Paro College of Education）
- 皇家健康科學學院（英语：Royal Institute of Health Sciences (Bhutan)）
- 皇家廷普學院（英语：Royal Thimphu College）
- 山姆希學院（英语：Samtse College of Education）
- 夏魯伯希學院（英语：Sherubtse College）

## 外部連結
- .   [2011-03-25]. （原始内容存档于2018-07-19）.
- .   [2011-03-25]. （原始内容存档于2011-05-06）.